# Helgakviða Hjörvarðssonar

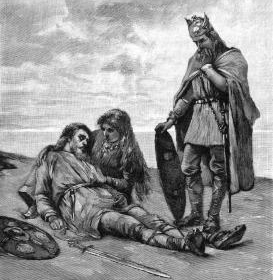
Helgi, Sváva i Heðinn. Il·lustració per a l'edició sueca de lEdda poètica de Fredrik Sander, 1893

Helgakviða Hjörvarðssonar (Cant d'Helgi Hjörvarðsson) és un poema de l'Edda poètica, trobat al manuscrit islandés Codex Regius, que ve després d'Helgakviða Hundingsbana I i precedeix Helgakviða Hundingsbana II. La porció de text que constitueix el poema no té nom en el manuscrit i pot ser que mai haja estat vist com un poema separat. Malgrat això, els erudits li han assignat un nom. El text sembla ser un mosaic d'antics poemes units per passatges en prosa. L'obra narra la història d'Helgi Hjörvardsson, que està de manera indirecta relacionada amb la història d'Helgi Hundingsbane.

## Argument

### Els pares d'Helgi
L'obra comença amb el relat del rei noruec anomenat Hjörvarðr. El rei tenia quatre esposes: Álfhildr, amb qui tingué un fill anomenat Heðinn; Særeiðr, amb qui tingué a Humlungr; i Sinrjóð, amb qui tingué a Hymlingr. La quarta esposa no s'esmenta, però podria ser una jove anomenada Sigrlinn, amb qui s'inicia la història.
Hjörvarðr havia promés casar-se amb la dona més bella que conegués. Quan va saber que el rei Sváfnir de Sváfaland tenia una filla, Sigrlinn, que era considerada la dona més bella, Hjörvarðr hi envià Atli, fill del jarl Iðmundr, a festejar la jove en el seu nom.
Atli Iðmundsson estigué un hivern amb el rei Sváfnir, però fou advertit per Fránmarr, el jarl del rei, que aquest no donaria la seua filla al rei Hjörvarðr. A la tornada, Atli tingué una conversa amb un ocell que li va dir que Hjörvarðr tindria a Sigrlinn amb la condició que a l'ocell se li donàs un ramat de banyes daurades i terrenys del rei. Atli va tornar a les terres del rei Hjörvarðr i li va dir que la seua missió havia fracassat.
El rei va decidir anar a veure el rei Sváfnir junt amb Atli. En pujar una muntanya van veure Sváfaland en flames i núvols de pols que s'alçaven de terra per la marxa de guerrers. Era l'exèrcit del rei Hróðmarr, que també desitjava a la princesa Sigrlinn, però li l'havien negat i havia decidit prendre la jove per força. En aquest moment el rei Hróðmarr havia mort al rei Sváfnir i estava cercant Sigrlinn.
Per la nit el rei Hjörvarðr i Atli van acampar en un rierol i Atli va veure una casa damunt la qual hi havia una gran au. Atli no sabia que l'au era Fránmarr, el jarl del rei Sváfnir, transformat en ocell per protegir Sigrlinn i la seua pròpia filla Álof, que eren dins la casa. Atli va matar l'ocell i va descobrir Sigrlinn i Álof dins. El rei Hjörvarðr va tornar al seu estatge amb Sigrlinn i Atli amb Álof.

### Helgi es troba amb Sváfa
Hjörvarðr i Sigrlinn tingueren un fill molt silenciós, al qual no se li podia donar nom. Quan aquest home silenciós va créixer, estant un dia segut en un turó, veié nou valquíries cavalcant, de les quals Sváfa era la més bella. Era filla del rei Eylimi.
Sváfa el va anomenar Helgi i li va preguntar si volia un regal pel nou nom que li havia donat (això era un costum llavors), però Helgi només la volia a ella. Sváfa el va informar sobre la ubicació d'una gran espasa tallada amb serps i runes màgiques:
| 8. Sverð veit ek liggja í Sigarsholmi fjórum færi en fimm tögu; eitt er þeira öllum betra vígnesta böl ok varit gulli. - 9. Hringr er í hjalti, hugr er í el meuðdj., ógn er í oddi þeim er eiga getr; liggr emð eggju ormr dreyrfáiðr, en á valböstu verpr naðr hala. | 8. Conec espases a Sigarsholm; cinquanta n'hi ha, guarda'n només quatre; hi ha una que és la millor de totes, la destructora d'escuts, d'or brilla. - 9. A la seua empunyadura és la fama i el coratge, a la seua punta la por dels enemics del seu amo; a la seua fulla jau un escurçó amb taques de sang, i una cua de serp al voltant en la seua fulla s'enrosca. |  |

Sváfa durant les batalles sempre acompanyava a Helgi protegint-lo del perill.

### Helgi venja a Sváfnir i es casa amb Sváfa
Helgi va retraure al seu pare, el rei Hjörvarðr, no haver venjat la crema de Sváfaland i la mort del rei Sváfnir. A més a més, el rei Hróðmarr encara tenia les riqueses del rei Sváfnir. Hjörvarðr va donar a Helgi una partida de guerra i aquest va cercar l'espasa màgica que Sváfa li havia esmentat. Després Helgi va matar a Hróðmarr i va vemjar el seu avi.
En les seues aventures, Helgi va matar a l'ètun Hati, i Helgi i Atli van tindre una llarga discussió en vers (en el poema Hrímgerdarmál) amb la filla d'Hati, anomenada Hrímgerðr, que van perllongar fins a l'eixida del sol, que va transformar la geganta en pedra.
Després de guanyar fama en la batalla, Helgi va anar a veure el rei Eylimi i li va demanar la mà de la seua filla. El rei hi va consentir i d'aquesta manera Helgi i Sváfa es van casar. Tot i casats, ella romania a casa de son pare i Helgi continuava en les batalles.

### Mort d'Helgi
Durant la festa de Jul, el germà d'Helgi, Heðinn, va trobar una dona trol muntada en un llop amb serps com a regnes. Aquesta li va demanar que l'acompanyara però ell s'hi va negar. La dona trol el va maleir i li va jurar que es lamentaria de la seua decisió durant el brindis del rei a les festes de Jul.
En les festes, els homes posaven les mans sobre un porc sagrat per fer un jurament, i Heðinn va prometre prendre Sváfa com a esposa si li passava alguna cosa al seu germà.
Heðinn es va trobar amb Helgi i li va contar el seu vot profètic. Helgi li va respondre que una fylgja havia vist la trobada d'Heðin amb una dona trol. Helgi li va dir que Álfr, el fill del rei Hróðmar volia venjar la mort de son pare i el reptava a un holmgang a Sigarsvoll en tres nits.
Durant l'holmgang amb Álfr, Helgi va rebre una ferida mortal per la maledicció de la dona trol i Álfr va guanyar la contesa. Helgi llavors va enviar el seu company Sigarr al rei Eylimi perquè duguera Sváfa, per poder veure-la abans de morir.
Helgi va demanar a Sváfa que es casara amb el seu germà Heðinn. El germà va demanar que Sváfa el besara, perquè ella no el veuria fins que Helgi hagués estat venjat.
Helgi i Sváfa renaixerien com a Helgi Hundingsbane i Sigrún, i les seues aventures continuarien.